# NXT Heritage Cup
NXT Heritage Cup – tytuł mistrzowski dywizji profesjonalnego wrestlingu stworzony i promowany przez federację WWE. Mistrzostwo jest bronione w brandzie NXT. Pierwszym mistrzem był A-Kid.

## Historia
NXT UK rozpoczęło swoją działalność pod koniec 2016 roku, jednak dopiero w 2018 roku oficjalnie zostało uznane za gałąź branżowa federacji i reprezentację brandu NXT, w Wielkiej Brytanii. 10 września 2020 WWE ogłosiło wznowienie brandu NXT UK po przerwie produkcyjnej od marca z powodu pandemii COVID-19. Wraz ze wznowieniem ogłoszono turniej o NXT UK Heritage Cup do wyłonienia inauguracyjnego NXT UK Heritage Cup Championa.
Ośmioosobowy turniej odbył się na odcinkach NXT UK i był emitowany od 1 października do 26 listopada. W finale wyemitowanym 26 listopada A-Kid pokonał Trenta Sevena i został inauguracyjnym mistrzem.
W przeciwieństwie do innych mistrzostw w WWE, mistrzostwo NXT UK Heritage jest pucharem, a nie pasem mistrzowskim. Jest też bronione w walkach ze stypulacją British Rounds Rules.
W sierpniu 2022 roku, WWE ogłosiło, że brand NXT UK zostanie zawieszony i ponownie uruchomi się jako NXT Europe w 2023 roku. W związku z tym mistrzostwa NXT UK zostały zunifikowane w ich odpowiednikami mistrzostw NXT 4 września 2022 roku na Worlds Collide. Heritage Cup był jedynym tytułem NXT UK, który nie został zunifikowany ani broniony podczas gali. Nie było żadnych ogłoszeń dotyczących przyszłości tytułu, ale strona WWE wciąż pokazywała, że jest aktywny. Po tym, tytuł był miesiącami bezczynny do kwietnia 2023 roku. 4 kwietnia 2023 roku, na odcinku NXT, Noam Dar wraz z Heritage Cup zadebiutował w NXT, oświadczając, że będzie bronił tytułu, kiedy uzna to za stosowne.

### British Rounds Rules
- Walki mają 6 rund po 3 minuty z 20 sekundowymi przerwami pomiędzy rundami.
- Walki rozgrywane są w stypulacji 2-out-of-3 falls.
- Rundę można wygrać przez pinfall, submission lub wyliczenie.
- Po wygraniu rundy przez jednego z zawodników ta zostaje zakończona.
- Walka zostaje zakończona w momencie gdy jeden zawodnik wygra dwie rundy.
- Jeśli w trakcie walki dojdzie do dyskwalifikacji lub nokautu, walka od razu zostaje zakończona bez potrzeby wygrywania dwóch rund.
- Jeśli w ciągu 6 rund nikt nie wygra 2 rund, wygrywa ten zawodnik, który wygrał więcej rund w trakcie walki.

### Inauguracyjny turniej
|  | Ćwierćfinały NXT UK (Wyemitowano 1–22 października 2020) | Ćwierćfinały NXT UK (Wyemitowano 1–22 października 2020) | Ćwierćfinały NXT UK (Wyemitowano 1–22 października 2020) |             |              | Półfinały NXT UK (Wyemitowano 5–12 listopada 2020) | Półfinały NXT UK (Wyemitowano 5–12 listopada 2020) | Półfinały NXT UK (Wyemitowano 5–12 listopada 2020) |  |  | Finał NXT UK (Wyemitowano 26 listopada 2020) | Finał NXT UK (Wyemitowano 26 listopada 2020) | Finał NXT UK (Wyemitowano 26 listopada 2020) |  |
|  |                                                          |                                                          |                                                          |             |              |                                                    |                                                    |                                                    |  |  |                                              |                                              |                                              |  |
|  | Alexander Wolfe                                          | Alexander Wolfe                                          | 1                                                        |             |              |                                                    |                                                    |                                                    |  |  |                                              |                                              |                                              |  |
|  | Alexander Wolfe                                          | Alexander Wolfe                                          | 1                                                        |             |              |                                                    |                                                    |                                                    |  |  |                                              |                                              |                                              |  |
|  | Noam Dar                                                 | Noam Dar                                                 | 2                                                        |             |              |                                                    |                                                    |                                                    |  |  |                                              |                                              |                                              |  |
|  | Noam Dar                                                 | Noam Dar                                                 | 2                                                        |             | Noam Dar     | Noam Dar                                           | 1                                                  |                                                    |  |  |                                              |                                              |                                              |  |
|  |                                                          |                                                          |                                                          |             | Noam Dar     | Noam Dar                                           | 1                                                  |                                                    |  |  |                                              |                                              |                                              |  |
|  |                                                          |                                                          | A-Kid                                                    | A-Kid       | 2            |                                                    |                                                    |                                                    |  |  |                                              |                                              |                                              |  |
|  | A-Kid                                                    | A-Kid                                                    | A-Kid                                                    | A-Kid       | 2            | 2                                                  |                                                    |                                                    |  |  |                                              |                                              |                                              |  |
|  | A-Kid                                                    | A-Kid                                                    |                                                          |             |              |                                                    |                                                    |                                                    |  |  |                                              |                                              |                                              |  |
|  | Flash Morgan Webster                                     | Flash Morgan Webster                                     | 1                                                        |             |              |                                                    |                                                    |                                                    |  |  |                                              |                                              |                                              |  |
|  | Flash Morgan Webster                                     | Flash Morgan Webster                                     | 1                                                        |             | A-Kid        | A-Kid                                              | 2                                                  |                                                    |  |  |                                              |                                              |                                              |  |
|  |                                                          |                                                          |                                                          |             |              |                                                    |                                                    |                                                    |  |  |                                              |                                              |                                              |  |
|  |                                                          |                                                          | Trent Seven                                              | Trent Seven | 1            |                                                    |                                                    |                                                    |  |  |                                              |                                              |                                              |  |
|  | Dave Mastiff                                             | Dave Mastiff                                             | Trent Seven                                              | Trent Seven | 1            | KO                                                 |                                                    |                                                    |  |  |                                              |                                              |                                              |  |
|  | Dave Mastiff                                             | Dave Mastiff                                             |                                                          |             |              |                                                    |                                                    |                                                    |  |  |                                              |                                              |                                              |  |
|  | Joseph Conners                                           | Joseph Conners                                           | —                                                        |             |              |                                                    |                                                    |                                                    |  |  |                                              |                                              |                                              |  |
|  | Joseph Conners                                           | Joseph Conners                                           | —                                                        |             | Dave Mastiff | Dave Mastiff                                       | 1                                                  |                                                    |  |  |                                              |                                              |                                              |  |
|  |                                                          |                                                          |                                                          |             | Dave Mastiff | Dave Mastiff                                       | 1                                                  |                                                    |  |  |                                              |                                              |                                              |  |
|  |                                                          |                                                          | Trent Seven                                              | Trent Seven | 2            |                                                    |                                                    |                                                    |  |  |                                              |                                              |                                              |  |
|  | Trent Seven                                              | Trent Seven                                              | Trent Seven                                              | Trent Seven | 2            | 2                                                  |                                                    |                                                    |  |  |                                              |                                              |                                              |  |
|  | Trent Seven                                              | Trent Seven                                              |                                                          |             |              |                                                    |                                                    |                                                    |  |  |                                              |                                              |                                              |  |
|  | Kenny Williams                                           | Kenny Williams                                           | 1                                                        |             |              |                                                    |                                                    |                                                    |  |  |                                              |                                              |                                              |  |

## Projekt trofeum Heritage Cup
W przeciwieństwie do innych mistrzostw w wrestlingu, Heritage Cup jest reprezentowany przez trofeum, a nie pas tytułowy. Samo trofeum to srebrny puchar, którego przód ma złotą tabliczkę w kształcie tarczy z pionowym logo NXT, a pod nim napis „Heritage Cup”. Poniżej pucharu znajduje się fizyczna reprezentacja dawnego logo NXT UK, wzorowanego na herbie królewskim Wielkiej Brytanii, przedstawiającym lwa i konia (zamiast tradycyjnego jednorożca) po obu stronach ramion w kolorze złotym, z czerwoną tarczą pośrodku i złotym pionowym logo NXT. Małe logo WWE jest umieszczone pośrodku litery X w obu logo NXT. Złoty baner poniżej ma napis „Heritage Cup”. Wszystko to znajduje się na drewnianej podstawie otoczonej złotymi tabliczkami z nazwiskami, na których widnieją obecni i poprzedni mistrzowie.

## Panowania
W historii jest 9 mistrzów, a Noam Dar posiadał tytuł najwięcej razy, posiadając go czterokrotnie oraz posiadał tytuł najdłużej, bo jego pierwsze panowanie trwało 260 dni. Pierwszym mistrzem był A-Kid, który był również najmłodszym mistrzem, wygrywając tytuł w wieku 23 lat, a Trent Seven był najstarszym, wygrywając tytuł, gdy miał 40 lat.
Obecnym mistrzem jest Channing "Stacks" Lorenzo, który jest w swoim pierwszym panowaniu. Pokonał Tony’ego D’Angelo wynikiem 2–1, aby zdobyć zwakowany tytuł na NXT.
| Nr        | Ogólny numer panowania                                                     |
| Panowanie | Liczba panowań konkretnego mistrza                                         |
| Dni       | Liczba dni panowania                                                       |
| Dni roz.  | Dni panowania, które są uznawane przez federację na jej oficjalnej stronie |
| +         | Oznacza, że liczba dni w posiadaniu wzrasta z kolejnym dniem               |

| Nr          | Mistrz                    | Zmiana mistrza                  | Zmiana mistrza | Zmiana mistrza | Statystyki panowania | Statystyki panowania | Statystyki panowania | Notka | Odn.                 |
| Nr          | Mistrz                    | Data                            | Gala           | Miejsce        | Panowanie            | Dni                  | Dni roz.             | Notka | Odn.                 |
| ----------- | ------------------------- | ------------------------------- | -------------- | -------------- | -------------------- | -------------------- | -------------------- | --- | -------------------- |
| WWE: NXT UK |                           |                                 |                |                |                      |                      |                      | |                      |
| 1           | A-Kid                     | 26 listopada 2020 (data emisji) | NXT UK         | Londyn, Anglia | 1                    | N/A                  | 174                  | Pokonał Trenta Sevena w finale turnieju 2–1 stając się inauguracyjnym mistrzem. Dokładna data nagrania odcinka, w którym A-Kid zdobył tytuł nie jest znana. Wyemitowano 26 listopada 2020. | [ 3 ]                |
| 2           | Tyler Bate                | 20 maja 2021 (data emisji)      | NXT UK         | Londyn, Anglia | 1                    | N/A                  | 160                  | Wygrał 1–0. Dokładna data nagrania odcinka, w którym Tyler Bate zdobył tytuł nie jest znana. Wyemitowano 20 maja 2021. | [ 5 ]                |
| 3           | Noam Dar                  | 6 października 2021             | NXT UK         | Londyn, Anglia | 1                    | 260                  | 258                  | Wygrał 2–1, po tym jak partner Bate’a, Trent Seven, rzucił mu ręcznik. Wyemitowano 28 października 2021. | [ 6 ]                |
| 4           | Mark Coffey               | 23 czerwca 2022                 | NXT UK         | Londyn, Anglia | 1                    | 14                   | 42                   | Wygrał 2–1. Wyemitowano 14 lipca 2022. | [ 7 ]                |
| 5           | Noam Dar                  | 7 lipca 2022                    | NXT UK         | Londyn, Anglia | 2                    | 341                  | 292                  | Wygrał 2–1. Wyemitowano 25 sierpnia 2022. Po gali Worlds Collide we wrześniu 2022 roku, tytuł był miesiącami nieaktywny, dopóki nie został przywrócony 4 kwietnia 2023 roku na odcinku NXT, przenosząc w ten sposób tytuł do NXT, a następnie przemianowano go na NXT Heritage Cup. | [ 8 ]                |
| WWE: NXT    |                           |                                 |                |                |                      |                      |                      | |                      |
| 6           | Nathan Frazer             | 13 czerwca 2023                 | NXT            | Orlando, FL    | 1                    | 70                   | 69                   | Pokonał Oro Mensaha 2–1, który walczył w imieniu Noama Dara z powodu kontuzji Dara. | [ 9 ]                |
| 7           | Noam Dar                  | 22 sierpnia 2023                | NXT: Heatwave  | Orlando, FL    | 3                    | 189                  | 189                  | Wygrał 2–1. | [ 10 ]               |
| 8           | Charlie Dempsey           | 27 lutego 2024                  | NXT            | Orlando, FL    | 1                    | 77                   | 76                   | Wygrał 2–1. | [ 11 ]               |
| 9           | Tony D’Angelo             | 14 maja 2024                    | NXT            | Orlando, FL    | 1                    | 91                   | 90                   | Wygrał 2–1. | [ 12 ]               |
| 10          | Charlie Dempsey           | 13 sierpnia 2024                | NXT            | Orlando, FL    | 2                    | 126                  | 133                  | Wygrał 2–1. | [ 13 ]               |
| 11          | Lexis King                | 17 grudnia 2024(dts)            | NXT            | Lowell, MA     | 1                    | 126                  | 118                  | Wygrał 1–0 po dyskwalifikacji. Wyemitowano 24 grudnia 2024. Ze względu na szarą strefę dyskwalifikacji w British Rounds Rules dotyczącą broniącego mistrza, King i Charlie Dempsey zmierzyli się ze sobą w pojedynku Sudden Death Rules na NXT: New Year’s Evil 7 stycznia 2025 roku, który King wygrał, aby umocnić swoje zwycięstwo w walce o tytuł. Po ugruntowaniu zwycięstwa King ogłosił, że wszystkie jego obrony w przyszłości będą pojedynkami do jednej decyzji zamiast British Round Rules. | [ 14 ] [ 15 ] [ 16 ] |
| 12          | Noam Dar                  | 22 kwietnia 2025(dts)           | NXT            | Paradise, NV   | 4                    | 60                   | 60                   | | [ 17 ]               |
| —           | Wakat                     | 21 czerwca 2025(dts)            | —              | —              | —                    | —                    | —                    | Noam Dar zwakował tytuł z powodu kontuzji. | [ 18 ]               |
| 13          | Channing "Stacks" Lorenzo | 24 czerwca 2025(dts)            | NXT            | Orlando, FL    | 1                    | 37+                  | 37+                  | Pokonał Tony’ego D’Angelo wynikiem 2–1, aby zdobyć zwakowany tytuł. | [ 4 ]                |

## Łączna ilość posiadań
| † | Oznacza obecnego mistrza |

| Miejsce | Mistrz                      | Liczba panowań | Łączna liczba dni | Łączna liczba dni według WWE |
| ------- | --------------------------- | -------------- | ----------------- | ---------------------------- |
| 1       | Noam Dar                    | 4              | 850               | 799                          |
| 2       | Charlie Dempsey             | 1              | 203               | 209                          |
| 3       | A-Kid                       | 1              | N/A               | 175                          |
| 4       | Tyler Bate                  | 1              | N/A               | 161                          |
| 5       | Lexis King                  | 1              | 126               | 118                          |
| 6       | Tony D’Angelo               | 1              | 91                | 90                           |
| 7       | Nathan Frazer               | 1              | 70                | 69                           |
| 8       | Channing "Stacks" Lorenzo † | 1              | 37+               | 37+                          |
| 9       | Mark Coffey                 | 1              | 14                | 42                           |